# Pantalla transparente de realidad aumentada
Una pantalla transparente de realidad aumentada (Augmented Reality o AR en inglés) es aquella que permite combinar el mundo real con objetos virtuales. Normalmente en la forma de reproducir este sistema se utilizan dos tecnologías:
- Pantalla de mezcla de imágenes (Video-mixed Display).
- Pantalla óptica transparente (Optical See-through Display).

El primer sistema, se integran gráficos digitales con imágenes reales desde una cámara y a continuación se presenta la imagen compuesta a los ojos del usuario. La imagen resultante se ve a través de un dispositivo colocado en la cabeza del usuario. Es el llamado Head-Mounted-Display o HMD. El rastreo de este equipo hace posible actualizar la visión por pantalla, consiguiendo que el usuario vea de forma correcta los objetos virtuales. 
Más adelante se proyectó el sistema óptico transparente de reproducción, basado en la tecnología HOE (Holographic Optical Element), es decir, elemento óptico holográfico. Para la pantalla transparente no es necesario llevar ningún tipo de equipo, ya que el rastreo de imagen no es necesario. El usuario verá diferentes imágenes dependiendo de la posición de vista en la pantalla.

## Pantalla transparente
La instalación se compone de una serie de proyectores digitales, los cuales, simultáneamente muestran imágenes individuales sobre la pantalla transparente HOE. Estas son proyectadas desde diferentes ángulos. Cada una de estas imágenes es visible dentro de un peq18
ueño ángulo de visión, y esto permite que cada ojo tenga una perspectiva diferente de dicha imagen proyectada. 
El HOE, es adecuado para las aplicaciones de Realidad Aumentada ya que proporciona unas cualidades perfectas de transparencia, además de poseer mucho brillo y por no obstruir la visión del mundo real que se ve a través de ella.
El HOE forma una imagen holográfica y este se ilumina. Es entonces cuando la luz reflejada crea una imagen real delante del HOE vista por el usuario. 
Si una imagen es proyectada en el HOE, entonces esta puede ser vista sólo si el ojo del usuario se posiciona de forma que mire la verdadera imagen de la pantalla que se refleja. Es decir, como antes se ha comentado, la imagen sólo se ve desde un ángulo de visión en concreto. 
Si el proyector es dirigido a un ángulo en concreto, el holograma visualizado para esta imagen se desplazará en una dirección opuesta a la ubicación del proyector.
Así, al colocar los proyectores en diferentes posiciones se pueden conseguir imágenes separadas en el espacio. Con todas las proyectadas juntas, se creará una visión en la que el usuario verá una imagen en tres dimensiones. Hay que destacar que el número de imágenes proyectadas depende del número de proyectores instalados. La percepción de la imagen cambiará si el usuario se acerca o se aleja del HOE. Si el posicionamiento es estacionario, se tendrá una utilización satisfactoria.